# F1 2021
F1 2021 (o anche Formula 1 2021) è un videogioco di guida, sviluppato da Codemasters che è uscito il 16 luglio 2021. È il primo capitolo della serie distribuito da EA Sports, dopo aver acquisito Codemasters a metà febbraio 2021. È basato sul campionato mondiale di Formula 1 2021 e sui campionati di Formula 2 2021 e 2020.

## Nuove caratteristiche
Rispetto ai precedenti capitoli sono state completamente rinnovate la modalità carriera, adesso disponibile in contemporanea con la Formula 1 reale, e quella in cooperativa. 
Sono state aggiunte sette nuove icone della Formula 1 del passato nella Deluxe Edition: Nico Rosberg, David Coulthard, Felipe Massa, Jenson Button, Ayrton Senna, Alain Prost e Michael Schumacher. Inoltre il titolo offre il supporto a 120 FPS per console di nuova generazione e per PC.
È stata migliorata anche la possibilità di modificare la livrea della vettura nella modalità online, con più livree base e uno schermo più intuitivo, in più è stata ampliata la personalizzazione della tuta e dei guanti del pilota virtuale, con la scelta di un avatar del profilo giocatore e il pilota da usare nella carriera. 
Altro cambiamento riguarda l'innovativa funzionalità "highlights" che permette di rivedere le azioni più spettacolari del Gran Premio e anche modifiche minori nel museo, mentre è stata rimossa la categoria "Vetture classiche".

### Nuova modalità:Braking Point
Su F1 2021 è stata aggiunta una nuova modalità chiamata Braking Point, che fa vivere al giocatore l'atmosfera nella paddock della Formula 1. La modalità è suddivisa in due stagioni principali in Formula 1 e un mini-scenario in Formula 2. È suddivisa in 16 capitoli e i protagonisti sono: Aiden Jackson, inglese, giovane promessa dell'automobilismo, Casper "Cas" Akkerman, olandese, veterano della Formula 1, compagno di Aiden, Devon Butler, sempre inglese, il "cattivo" della modalità e rivale di Jackson.

#### Mini-scenario in Formula 2
Durante questo scenario l'obiettivo è concludere il Gran Premio di Abu Dhabi in testa per fare vincere il titolo di Formula 2 a Jackson.

#### Prima stagione in Formula 1
Durante la prima stagione il giocatore impersona sempre Jackson nel suo team e dovrà gestire gli attriti tra lui e il suo compagno Casper Akkerman.

#### Ultima stagione
Nell'ultima stagione il giocatore impersona Casper Akkerman nella sua ultima stagione in Formula 1, dove dovrà andare a podio in più occasioni per lasciare un ricordo indelebile nella storia della Formula 1.

## Telecronisti
- Carlo Vanzini e  Luca Filippi (per la Formula 1).
- Alex Jacques (voce italiana di  Diego Baldoin) e  Davide Valsecchi (voce italiana di  Gianluca Iacono) per la Formula 2.

## Piloti e team
F1 2021 include le 10 squadre e i 20 piloti della stagione 2021 di Formula 1 e le 11 squadre e i 22 piloti della stagione 2020 di Formula 2. Le 11 squadre e i 22 piloti della stagione 2021 di Formula 2 sono stati inseriti successivamente con un aggiornamento.

### Piloti e team di Formula 1
| Scuderia                                | Costruttore               | Telaio | Power unit | Gomme | Nº | Piloti             | Sigla |
| --------------------------------------- | ------------------------- | ------ | ---------- | ----- | -- | ------------------ | ----- |
| Mercedes-AMG Petronas F1 Team           | Mercedes                  | W12    | Mercedes   | P     | 44 | Lewis Hamilton     | HAM   |
| Mercedes-AMG Petronas F1 Team           | Mercedes                  | W12    | Mercedes   | P     | 77 | Valtteri Bottas    | BOT   |
| Red Bull Racing Honda                   | Red Bull Racing-Honda     | RB16B  | Honda      | P     | 33 | Max Verstappen     | VER   |
| Red Bull Racing Honda                   | Red Bull Racing-Honda     | RB16B  | Honda      | P     | 11 | Sergio Pérez       | PER   |
| McLaren F1 Team                         | McLaren-Mercedes          | MCL35M | Mercedes   | P     | 3  | Daniel Ricciardo   | RIC   |
| McLaren F1 Team                         | McLaren-Mercedes          | MCL35M | Mercedes   | P     | 4  | Lando Norris       | NOR   |
| Aston Martin Cognizant Formula One Team | Aston Martin-Mercedes     | AMR21  | Mercedes   | P     | 18 | Lance Stroll       | STR   |
| Aston Martin Cognizant Formula One Team | Aston Martin-Mercedes     | AMR21  | Mercedes   | P     | 5  | Sebastian Vettel   | VET   |
| Alpine F1 Team                          | Alpine-Renault            | A521   | Renault    | P     | 14 | Fernando Alonso    | ALO   |
| Alpine F1 Team                          | Alpine-Renault            | A521   | Renault    | P     | 31 | Esteban Ocon       | OCO   |
| Scuderia Ferrari                        | Ferrari                   | SF21   | Ferrari    | P     | 16 | Charles Leclerc    | LEC   |
| Scuderia Ferrari                        | Ferrari                   | SF21   | Ferrari    | P     | 55 | Carlos Sainz Jr.   | SAI   |
| Scuderia AlphaTauri Honda               | AlphaTauri-Honda          | AT02   | Honda      | P     | 10 | Pierre Gasly       | GAS   |
| Scuderia AlphaTauri Honda               | AlphaTauri-Honda          | AT02   | Honda      | P     | 22 | Yuki Tsunoda       | TSU   |
| Alfa Romeo Racing ORLEN                 | Alfa Romeo Racing-Ferrari | C41    | Ferrari    | P     | 7  | Kimi Räikkönen     | RAI   |
| Alfa Romeo Racing ORLEN                 | Alfa Romeo Racing-Ferrari | C41    | Ferrari    | P     | 99 | Antonio Giovinazzi | GIO   |
| Uralkali Haas F1 Team                   | Haas-Ferrari              | VF-21  | Ferrari    | P     | 9  | Nikita Mazepin     | MAZ   |
| Uralkali Haas F1 Team                   | Haas-Ferrari              | VF-21  | Ferrari    | P     | 47 | Mick Schumacher    | MSC   |
| Williams Racing                         | Williams-Mercedes         | FW43B  | Mercedes   | P     | 63 | George Russell     | RUS   |
| Williams Racing                         | Williams-Mercedes         | FW43B  | Mercedes   | P     | 6  | Nicholas Latifi    | LAT   |

### Piloti e team di Formula 2
| Scuderia              | Costruttore | Telaio          | Power unit | Gomme | Nº | Piloti              | Sigla |
| --------------------- | ----------- | --------------- | ---------- | ----- | -- | ------------------- | ----- |
| PREMA Racing          | Dallara     | Dallara F2 2018 | Mecachrome | P     | 1  | Robert Švarcman     | SHW   |
| PREMA Racing          | Dallara     | Dallara F2 2018 | Mecachrome | P     | 2  | Oscar Piastri       | PIA   |
| UNI-Virtuosi Racing   | Dallara     | Dallara F2 2018 | Mecachrome | P     | 3  | Guanyu Zhou         | ZHO   |
| UNI-Virtuosi Racing   | Dallara     | Dallara F2 2018 | Mecachrome | P     | 4  | Felipe Drugovich    | DRU   |
| Carlin                | Dallara     | Dallara F2 2018 | Mecachrome | P     | 5  | Dan Ticktum         | TIC   |
| Carlin                | Dallara     | Dallara F2 2018 | Mecachrome | P     | 6  | Jehan Daruvala      | DAR   |
| Hitech Grand Prix     | Dallara     | Dallara F2 2018 | Mecachrome | P     | 7  | Liam Lawson         | LAW   |
| Hitech Grand Prix     | Dallara     | Dallara F2 2018 | Mecachrome | P     | 8  | Jüri Vips           | VIP   |
| ART Grand Prix        | Dallara     | Dallara F2 2018 | Mecachrome | P     | 9  | Christian Lundgaard | LUN   |
| ART Grand Prix        | Dallara     | Dallara F2 2018 | Mecachrome | P     | 10 | Théo Pourchaire     | POU   |
| MP Motorsport         | Dallara     | Dallara F2 2018 | Mecachrome | P     | 11 | Richard Verschoor   | VER   |
| MP Motorsport         | Dallara     | Dallara F2 2018 | Mecachrome | P     | 12 | Lirim Zendeli       | ZEN   |
| Charouz Racing System | Dallara     | Dallara F2 2018 | Mecachrome | P     | 14 | Enzo Fittipaldi     | FIT   |
| Charouz Racing System | Dallara     | Dallara F2 2018 | Mecachrome | P     | 15 | Guilherme Samaia    | SAM   |
| DAMS                  | Dallara     | Dallara F2 2018 | Mecachrome | P     | 16 | Roy Nissany         | NIS   |
| DAMS                  | Dallara     | Dallara F2 2018 | Mecachrome | P     | 17 | Marcus Armstrong    | ARM   |
| Campos Racing         | Dallara     | Dallara F2 2018 | Mecachrome | P     | 20 | David Beckmann      | BEC   |
| Campos Racing         | Dallara     | Dallara F2 2018 | Mecachrome | P     | 21 | Ralph Boschung      | BOS   |
| HWA RACELAB           | Dallara     | Dallara F2 2018 | Mecachrome | P     | 22 | Jack Aitken         | AIT   |
| HWA RACELAB           | Dallara     | Dallara F2 2018 | Mecachrome | P     | 23 | Alessio Deledda     | DEL   |
| Trident               | Dallara     | Dallara F2 2018 | Mecachrome | P     | 24 | Bent Viscaal        | VIS   |
| Trident               | Dallara     | Dallara F2 2018 | Mecachrome | P     | 25 | Marino Sato         | SAT   |

### Piloti e team di Formula 2 2020
| Scuderia              | Costruttore | Telaio          | Power unit | Gomme | Nº | Piloti              | Sigla |
| --------------------- | ----------- | --------------- | ---------- | ----- | -- | ------------------- | ----- |
| DAMS                  | Dallara     | Dallara F2 2018 | Mecachrome | P     | 1  | Sean Gelael         | GEL   |
| DAMS                  | Dallara     | Dallara F2 2018 | Mecachrome | P     | 2  | Dan Ticktum         | TIC   |
| UNI-Virtuosi Racing   | Dallara     | Dallara F2 2018 | Mecachrome | P     | 3  | Guanyu Zhou         | ZHO   |
| UNI-Virtuosi Racing   | Dallara     | Dallara F2 2018 | Mecachrome | P     | 4  | Callum Ilott        | ILO   |
| ART Grand Prix        | Dallara     | Dallara F2 2018 | Mecachrome | P     | 5  | Marcus Armstrong    | ARM   |
| ART Grand Prix        | Dallara     | Dallara F2 2018 | Mecachrome | P     | 6  | Christian Lundgaard | LUN   |
| Carlin                | Dallara     | Dallara F2 2018 | Mecachrome | P     | 7  | Yuki Tsunoda        | TSU   |
| Carlin                | Dallara     | Dallara F2 2018 | Mecachrome | P     | 8  | Jehan Daruvala      | DAR   |
| Campos Racing         | Dallara     | Dallara F2 2018 | Mecachrome | P     | 9  | Jack Aitken         | AIT   |
| Campos Racing         | Dallara     | Dallara F2 2018 | Mecachrome | P     | 10 | Guilherme Samaia    | SAM   |
| Charouz Racing System | Dallara     | Dallara F2 2018 | Mecachrome | P     | 11 | Louis Delétraz      | DEL   |
| Charouz Racing System | Dallara     | Dallara F2 2018 | Mecachrome | P     | 12 | Pedro Piquet        | PIQ   |
| MP Motorsport         | Dallara     | Dallara F2 2018 | Mecachrome | P     | 14 | Nobuharu Matsushita | MAT   |
| MP Motorsport         | Dallara     | Dallara F2 2018 | Mecachrome | P     | 15 | Felipe Drugovich    | DRU   |
| BWT HWA RACELAB       | Dallara     | Dallara F2 2018 | Mecachrome | P     | 16 | Artëm Markelov      | MAR   |
| BWT HWA RACELAB       | Dallara     | Dallara F2 2018 | Mecachrome | P     | 17 | Giuliano Alesi      | ALE   |
| PREMA Racing          | Dallara     | Dallara F2 2018 | Mecachrome | P     | 20 | Mick Schumacher     | SCH   |
| PREMA Racing          | Dallara     | Dallara F2 2018 | Mecachrome | P     | 21 | Robert Švarcman     | SHW   |
| Trident               | Dallara     | Dallara F2 2018 | Mecachrome | P     | 22 | Roy Nissany         | NIS   |
| Trident               | Dallara     | Dallara F2 2018 | Mecachrome | P     | 23 | Marino Sato         | SAT   |
| Hitech Grand Prix     | Dallara     | Dallara F2 2018 | Mecachrome | P     | 24 | Nikita Mazepin      | MAZ   |
| Hitech Grand Prix     | Dallara     | Dallara F2 2018 | Mecachrome | P     | 25 | Luca Ghiotto        | GHI   |

## Lista dei circuiti
F1 2021 contiene tutti i circuiti del calendario originale della stagione 2021 di Formula 1, nonostante la cancellazione di alcuni Gran Premi a causa della pandemia di COVID-19. L'aggiunta dei circuiti di Imola e Algarve, che hanno portato modifiche al calendario, insieme al nuovo circuito di Gedda, sono stati inseriti successivamente con un aggiornamento. Le modifiche al layout del circuito di Catalogna e del circuito di Yas Marina non sono incluse.
| No. | Gran Premio                                                 | Circuito                           | Sede              |
| --- | ----------------------------------------------------------- | ---------------------------------- | ----------------- |
| 1   | Gulf Air Bahrain Grand Prix                                 | Bahrain International Circuit      | Manama            |
| 2   | Pirelli Gran Premio del Made in Italy e dell'Emilia Romagna | Autodromo Enzo e Dino Ferrari      | Imola             |
| 3   | Grande Prémio de Portugal                                   | Algarve International Circuit      | Portimão          |
| 4   | Aramco Gran Premio de España                                | Circuit de Barcelona-Catalunya     | Barcellona        |
| 5   | Grand Prix de Monaco                                        | Circuit de Monaco                  | Monaco            |
| 6   | Azerbaijan Grand Prix                                       | Baku City Circuit                  | Baku              |
| 7   | Grand Prix du Canada                                        | Circuit Gilles-Villeneuve          | Montréal          |
| 8   | Emirates Grand Prix de France                               | Circuit Paul Ricard                | Le Castellet      |
| 9   | BWT Großer Preis von Österreich                             | Red Bull Ring                      | Spielberg         |
| 10  | Pirelli British Grand Prix                                  | Silverstone Circuit                | Silverstone       |
| 11  | Magyar Nagydíj                                              | Hungaroring                        | Budapest          |
| 12  | Rolex Belgian Grand Prix                                    | Circuit de Spa-Francorchamps       | Francorchamps     |
| 13  | Dutch Grand Prix                                            | Circuit Zandvoort                  | Zandvoort         |
| 14  | Gran Premio d'Italia                                        | Autodromo nazionale di Monza       | Monza             |
| 15  | VTB Russian Grand Prix                                      | Sochi Autodrom                     | Soči              |
| 16  | Singapore Airlines Singapore Grand Prix                     | Marina Bay Street Circuit          | Singapore         |
| 17  | Honda Japanese Grand Prix                                   | Suzuka International Racing Course | Suzuka            |
| 18  | Aramco United States Grand Prix                             | Circuit of the Americas            | Austin            |
| 19  | Gran Premio de la Ciudad de México                          | Autodromo Hermanos Rodríguez       | Città del Messico |
| 20  | Grande Prêmio de São Paulo                                  | Autódromo José Carlos Pace         | San Paolo         |
| 21  | Rolex Australian Grand Prix                                 | Albert Park Circuit                | Melbourne         |
| 22  | STC Saudi Arabian Grand Prix                                | Jeddah Street Circuit              | Gedda             |
| 23  | Etihad Airways Abu Dhabi Grand Prix                         | Yas Marina Circuit                 | Abu Dhabi         |
| 24  | Chinese Grand Prix                                          | Shanghai International Circuit     | Shanghai          |